# Province de Daniel Alcides Carrión
La province de Daniel Alcides Carrión (en espagnol : Provincia de Daniel Alcides Carrión) est l'une des trois provinces de la région de Pasco, dans le centre du Pérou. Son chef-lieu est la ville de Yanahuanca (en).

## Géographie
La province couvre une superficie de 1 887,23 km2. Elle est limitée au nord par la région de Huánuco, à l'est et au sud par la province de Pasco et à l'ouest par la région de Lima.

## Histoire
La province porte le nom de Daniel Alcides Carrión (1857-1885), considéré comme un martyr de la médecine latino-américaine.

## Population
La population de la province s'élevait à 41 530 habitants en 2005.

## Subdivisions
La province de Daniel Alcides Carrión est divisée en huit districts :
- Chacayán
- Goyllarisquizga
- Paucar
- San Pedro de Pillao
- Santa Ana de Tusi
- Tapuc
- Vilcabamba
- Yanahuanca